# Heerlen vasútállomás
Heerlen vasútállomás vasútállomás Hollandiában, Heerlen városában.

## Vasútvonalak
Az állomást az alábbi vasútvonalak érintik:
- Sittard–Herzogenrath-vasútvonal
- Heerlen–Schin op Geul-vasútvonal
- Heuvellandlijn

## Kapcsolódó állomások
A vasútállomáshoz az alábbi állomások vannak a legközelebb:
- Hoensbroek vasútállomás (Sittard–Herzogenrath-vasútvonal, északnyugat)
- Heerlen Woonboulevard vasútállomás (Heerlen–Schin op Geul-vasútvonal, északnyugat)
- Heerlen de Kissel vasútállomás (Sittard–Herzogenrath-vasútvonal, kelet)